# Glossostelma
Glossostelma es un género de fanerógamas de la familia Apocynaceae. Contiene doce especies. Es originario de África.

## Distribución y hábitat
Se distribuye por Angola, Burundi, Gabón, Malaui, Mozambique, Ruanda, Tanzania, Zaire, Zambia y Zimbabue donde se encuentra en los bosques caducifolios (miombos) o en los pastizales de montaña en alturas de (500 -) 1,200-2,500 metros.

## Descripción
Son plantas herbáceas erectas que alcanzan los 20-100 cm de altura, con o  escasamente ramificada, con látex de color blanco,  con rizomas presente, sus órganos subterráneos son raíces con forma de tubérculo. Las hojas son pecioladas;  herbáceas, de 3-8 cm de largo (-10), 0.2-3.5 cm de ancho, lineales o ovadas o obovadas, obtusas o basalmente redondeadas o cuneadas, el ápice agudo, ligeramente indiferenciado o ciliado, tiene 20-30 pares de nervios laterales.
Las inflorescencias son extra-axilares y terminales, solitarias, más cortas que las hojas adyacentes, con 2-7 flores, simples,  por lo general glabras, pubescentes, a lo largo de una sola línea:

## Taxonomía
El género fue descrito por Rudolf Schlechter y publicado en Journal of Botany, British and Foreign 33: 321, t. 352B. 1895. La especie tipo es: Glossostelma angolense

## Especies
- Glossostelma angolense Schltr.
- Glossostelma brevilobum Goyder
- Glossostelma cabrae (De Wild.) Goyder
- Glossostelma carsonii (N.E.Br.) Bullock
- Glossostelma ceciliae (N.E.Br.) Goyder
- Glossostelma erectum (De Wild.) Goyder
- Glossostelma lisianthoides (Decne.) Bullock
- Glossostelma mbisiense Goyder
- Glossostelma nyikense Goyder
- Glossostelma rusapense Goyder
- Glossostelma spathulatum (K.Schum.) Bullock
- Glossostelma xysmalobioides (S.Moore) Bullock